# Neoathyreus lanei
Neoathyreus lanei là một loài bọ cánh cứng trong họ Geotrupidae. Loài này được Martinez miêu tả khoa học năm 1952.